# Довгополий
Довгопо́лий — українське прізвище. Походить від довгі поли.

## Відомі носії
- Довгопола Олена Павлівна (6 вересня 1927, Харків — 1 січня 2001, Київ) — українська бібліографознавиця, науковиця та педагог.
- Олена Довгопола (нар. 1941) — українська радянська діячка, депутат, доярка.

- Довгополий Артем Валерійович (1994—2022) — український письменник та військовослужбовець. Учасник російсько-української війни.
- Клим Довгополий (до 1665—1719) — український політичний діяч у добу Гетьманщини, дипломат, наближена особа гетьмана Мазепи.
- Ярослав Довгополий (нар. 1948) — український перекладач і науковець.